# Remlingen (Basse-Saxe)
Pour les articles homonymes, voir Remlingen.
Remlingen est une municipalité de l'arrondissement de Wolfenbüttel, en Allemagne. Elle fait partie de la Samtgemeinde Elm-Asse.

## Site Web
- Samtgemeinde Asse